# УПИ (мини-футбольный клуб)
МФК УПИ — мини-футбольный клуб из Екатеринбурга (в последнем своём сезоне — из Челябинска), существовавший в 1991—2005 годах. К моменту своего расформирования являлся единственным российским клубом, помимо московской «Дины», принявшим участие во всех чемпионатах страны.

## Названия
- 1991 — Строитель-УПИ
- 1992—1995 — УПИ
- 1996—1999 — Атриум-УПИ
- 2000—2002 — УПИ-СУМЗ
- 2002—2004 — УПИ-ДДТ
- 2004—2005 — Локомотив-УПИ-ДДТ

## История
В 1991 году было принято решение о создании мини-футбольной команды при УГТУ-УПИ, получившей название «Строитель-УПИ». Уже в 1992 году уральцы приняли участие в чемпионате СНГ по мини-футболу. Пик достижений команды пришёлся именно на начало 90-х, когда её игроки заняли шестое место во внутреннем первенстве (сезон-92/93), вышли в полуфинал Кубка России, заняли 5-е место на студенческом чемпионате мира в Испании (1992) и выиграли Кубок Алжирской федерации спорта и труда (1993). В 2004 году клуб, переживавший финансовые трудности, получил поддержку Челябинской железной дороги и перебрался в Челябинск, однако вскоре всё же был расформирован.

## Выступления в Чемпионатах России
| Сезон     | Лига                | Занятое Место                    |
| --------- | ------------------- | -------------------------------- |
| 1992      | Высшая лига СНГ (I) | 5 в группе                       |
| 1992-1993 | Высшая лига (I)     | 6                                |
| 1993-1994 | Высшая лига (I)     | 9                                |
| 1994-1995 | Высшая лига (I)     | 11                               |
| 1995-1996 | Высшая лига (I)     | 12                               |
| 1996-1997 | Высшая Лига (I)     | 10                               |
| 1997-1998 | Высшая лига (I)     | 8                                |
| 1998-1999 | Высшая Лига (I)     | 8                                |
| 1999-2000 | Высшая Лига (I)     | 9                                |
| 2000-2001 | Высшая Лига (I)     | 7                                |
| 2001-2002 | Высшая Лига (I)     | 9 место в регулярном чемпионате  |
| 2002-2003 | Высшая Лига (I)     | 10 место в регулярном чемпионате |
| 2003-2004 | Суперлига (I)       | 11                               |
| 2004-2005 | Суперлига (I)       | 12                               |